# Robert Patterson (strzelec sportowy)
Robert Patterson (ur. 8 marca 1875 w Szkocji) – południowoafrykański strzelec sportowy pochodzenia szkockiego, specjalizujący się w konkurencjach karabinowych, olimpijczyk.
Patterson wystartował podczas V Letnich Igrzysk Olimpijskich w 1912 roku w pięciu konkurencjach. Najlepszy wynik indywidualnie osiągnął w strzelaniu z karabinu dowolnego z 300 metrów w trzech postawach – zajął 51. miejsce zdobywając 810 punktów. W strzelaniu z karabinu wojskowego z 600 metrów w postawie dowolnej zajął 56., a w strzelaniu z karabinu wojskowego z 300 metrów w trzech postawach 59. miejsce. W konkurencjach drużynowych zajmował kolejno 6. miejsce w strzelaniu z karabinu dowolnego z 300 metrów w trzech postawach oraz 4. miejsce w strzelaniu z karabinu wojskowego.